# Gustavo Martín Garzo

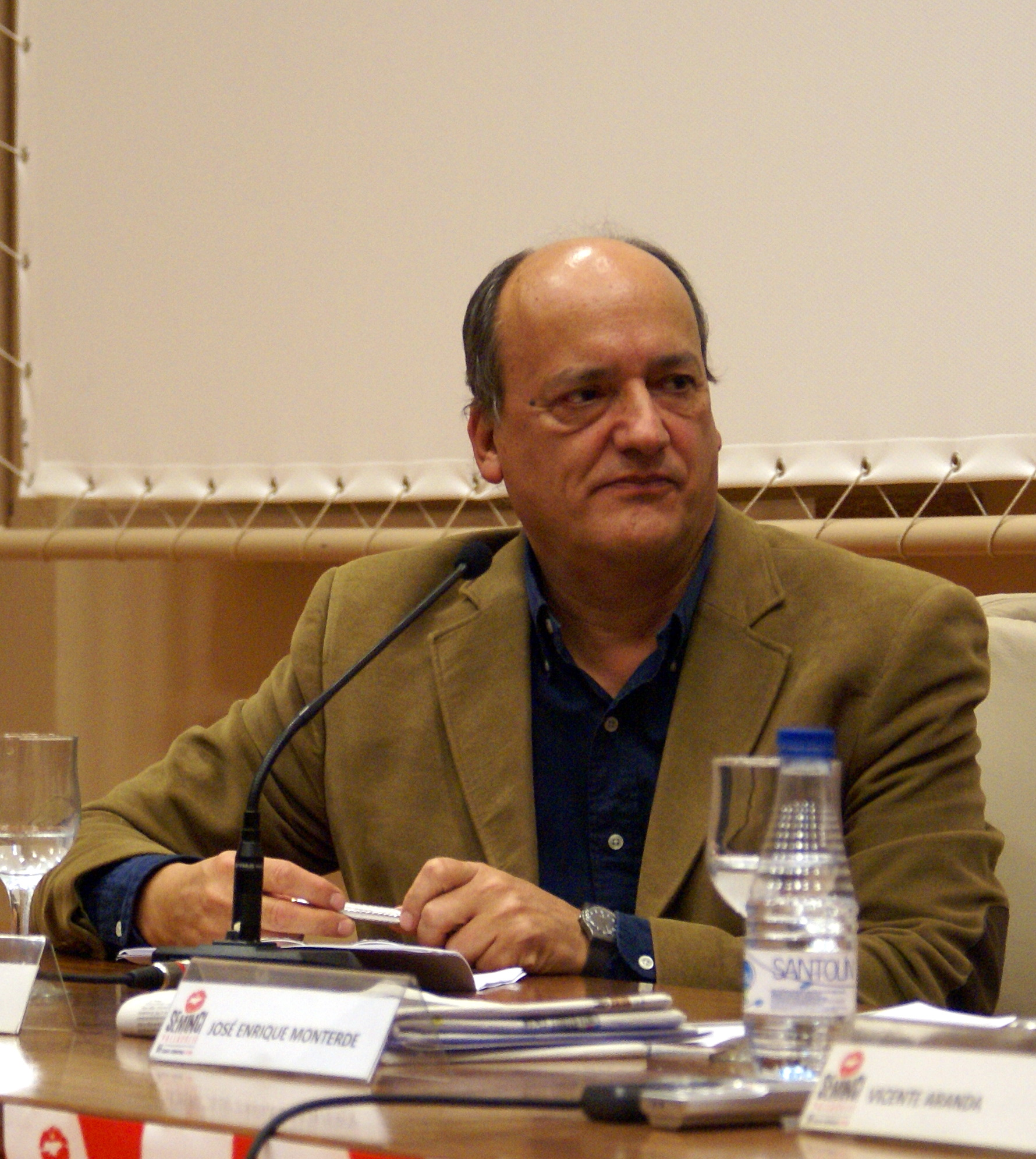
Gustavo Martín Garzo

Gustavo Martín Garzo (* 1948 in Valladolid, Spanien) ist ein spanischer Prosaschriftsteller und Essayist. Der angesehene spanische Verlag Lumen veröffentlicht seit 2006 seine wichtigsten Werke in der Biblioteca Martín Garzo. Der Autor ist einer der bedeutendsten zeitgenössischen Schriftsteller Spaniens.

## Werke (Auswahl)
- El lenguaje de las fuentes (1994)
- Marea oculta (1995)
- Y que se duerma el mar (2012)

## Auszeichnungen
- Spanischer Staatspreis für Literatur (1994)
- Premio Miguel Delibes (1995)
- Premio Nadal (1999)